# Vi som går mælkevejen
|  | Denne artikel er oprettet af botten PalnaBot ud fra en ekstern database. Den kan derfor have sproglige fejl eller mangler. Denne skabelon kan fjernes efter kontrol af indholdet. |

Vi som går mælkevejen er en dokumentarfilm instrueret af Ib Dam efter manuskript af Henning Nystad.

## Handling
Mette og Lise skal skrive stil om "Vores vigtigste levnedsmidler", og de vælger at skrive om mælk, smør og ost. Mælkens vej fra ko til flaske illustreres, ligesom hele processen omkring fremstilling af henholdsvis smør og ost anskueliggøres. Den årlige eksportindtægt af danske mejeriprodukter er 1,3 mia. kroner.